# Seesaw (альбом)
Seesaw — альбом каверів записаний американською співачкою Бет Гарт і блюз-роковим гітаристом Джо Бонамассою. Це другий їхній спільний альбом, після Don't Explain записаного у 2011 році.

## Доріжки
| #   | Назва                                   | Автор                                                | Original artist      | Тривалість |
| --- | --------------------------------------- | ---------------------------------------------------- | -------------------- | ---------- |
| 1.  | «Them There Eyes»                       | Maceo Pinkard, Doris Tauber, William Tracey          | Луї Армстронг        | 2:31       |
| 2.  | «Close to My Fire»                      | Peter Hoppe, Stephanie Popp                          | Slackwax             | 5:12       |
| 3.  | «Nutbush City Limits»                   | Тіна Тернер                                          | Ike & Tina Turner    | 3:34       |
| 4.  | «I Love You More Than You'll Ever Know» | Al Kooper                                            | Blood, Sweat & Tears | 7:03       |
| 5.  | «Can't Let Go»                          | Randy Weeks                                          | Lucinda Williams     | 4:00       |
| 6.  | «Miss Lady»                             | Buddy Miles                                          | Buddy Miles          | 4:54       |
| 7.  | «If I Tell You I Love You»              | Мелоді Гардо                                         | Мелоді Гардо         | 3:36       |
| 8.  | «Rhymes»                                | Ел Грін, Mabon "Teenie" Hodges                       | Ел Грін              | 5:03       |
| 9.  | «A Sunday Kind of Love»                 | Луї Пріма, Barbara Belle, Anita Leonard, Stan Rhodes | Етта Джеймс          | 3:55       |
| 10. | «Seesaw»                                | Don Covay, Steve Cropper                             | Арета Франклін       | 3:25       |
| 11. | «Strange Fruit»                         | Lewis Allen                                          | Біллі Голідей        | 5:45       |

## Персонал
| Музиканти - Джо Бонамасса – електрогітара, вокал - Блонді Чаплін – ритм-гітара, перкусія, бек-вокал - Рон Дзюбла – саксофон - Антон Фіг – барабани, перкусія - Бет Гарт – вокал - Кармін Рохас – бас - Арлан Шірбаум – фортепіано, орган - Lee Thornburg – труба, тромбон | Продакшн - Джеф Бова – аранжування - Джеф Кац – фотографія - Джаред Квітка – інженер - Боб Людвіг – мастеринг - Кевін Ширлі – інженер, мікшування, продюсер - Маркус Свіні-Берд – фотографія, режисер кліпів - Лі Торнбург – аранжування - Рой Вейсман – виконавчий продюсер |

## Положення у чартах
| Чарт (2013)                                        | Найвища позиція |
| -------------------------------------------------- | --------------- |
| Австрія Austrian Albums (Ö3 Austria)               | 20              |
| Бельгія Belgian Albums (Ultratop Flanders)         | 56              |
| Бельгія Belgian Albums (Ultratop Wallonia)         | 81              |
| Німеччина German Albums (Media Control)            | 19              |
| Данія Danish Albums (Hitlisten)                    | 22              |
| Нідерланди Dutch Albums (MegaCharts)               | 11              |
| Фінляндія Finnish Albums (Suomen virallinen lista) | 44              |
| Франція French Albums (SNEP)                       | 87              |
| Норвегія Norwegian Albums (VG-lista)               | 4               |
| Польща Polish Albums (ZPAV)                        | 37              |
| Швеція Swedish Albums (Sverigetopplistan)          | 25              |
| Швейцарія Swiss Albums (Schweizer Hitparade)       | 28              |
| Велика Британія UK Albums (OCC)                    | 27              |
| США Billboard 200                                  | 47              |
| США Top Blues Albums (Billboard)                   | 1               |
| США Independent Albums (Billboard)                 | 8               |
| США Top Rock Albums (Billboard)                    | 15              |